# Hoplolabis (Parilisia) spinosa
Hoplolabis (Parilisia) spinosa is een tweevleugelige uit de familie steltmuggen (Limoniidae). De soort komt voor in het Palearctisch gebied.